# Doll$Boxx
Doll$Boxx (ドールズボックス Dôrusu bokkusu?, estilizado como DOLL$BOXX) es un grupo de música femenino japonés, formado en 2012, compuesto por cinco miembros, (cuatro músicas y una vocalista) cuyo género musical es una transición entre el rock y metal. El nombre proviene de dolls Box («caja de muñecas», en inglés).
El grupo es una colaboración entre la cantante Fuki del grupo Light Bringer y Unlucky Morpheus, y las músicas del grupo femenino Gacharic Spin.
El primer álbum de estudio del grupo titulado Dolls Apartment fue publicado el 12 de diciembre de 2012. Contiene diez canciones, ocho de las cuales han sido adaptado a videoclip.
Las influencias del grupo son múltiples, ya que van de Deep Purple a Pantera, a una mezcla de classic rock, de thrash, de industrial y de pop rock.

## Miembros respectivos
- Fuki: Su verdadero nombre es Tenge Fuyuki, nacida el 7 de julio. Es la cantante (vocalista) y líder del grupo. Cantante de metal y antiguo miembro del grupo de rock Light Bringer y miembro del grupo de metal Unlucky Morpheus desde 2008. Se ocupa de la web oficial de Doll$Boxx y ha escrito las canciones del grupo.

- F chopper Koga: Su verdadero nombre es Michiko Koga, nacida el 22 de diciembre de 1986 en la Jefatura de Aichi. Es la bajista del grupo y ocupa la misma posición en el grupo Gacharic Spin. Inicialmente fue miembro del grupo The Pink Panda.

- Tomo-Zo: Su verdadero nombre es Tomoko Midorikawa, nacida el 10 de septiembre de 1988. Es la guitarrista del grupo y ocupa la misma posición en el grupo femenino Gacharic Spin desde 2010.

- Oreo Reona: Su verdadero nombre es Reona Suzuki, nacida el 10 de noviembre de 1986. Es la teclista del grupo y ocupa la misma posición en el grupo Gacharic Spin. Ha estado sido miembro del grupo  EU PHORIA.

- Hana: Su nombre completo es Hana Sano, nacida el 16 de mayo de 1986 en Tokio. Es la batería del grupo y ocupa la misma posición en el grupo Gacharic Spin. Inicialmente era guitarrista del grupo 12. Hitoe, guitarrista y batería de Heian y bajista de ARMERIA y The Spade 13.

## Discografía
| N.º | Título                                                | Duración |
| 1   | Loud Twin Stars                                       | 4:49     |
| 2   | Merrily High Go Round                                 | 4:50     |
| 3   | Take My Chance                                        | 4:45     |
| 4   | monopoly                                              | 4:49     |
| 5   | Roleplaying Life (ロールプレイング・ライフ)           | 4:08     |
| 6   | fragrance                                             | 5:10     |
| 7   | Karakuri Town                                         | 4:04     |
| 8   | Omocha no Heitai (おもちゃの兵隊)                     | 3:09     |
| 9   | Doll's Box                                            | 4:48     |
| 10  | Nude Rhythm ($ Version) (ヌーディリズム（$バージョン) | 4:13     |
| --- | ----------------------------------------------------- | -------- |

## Videografía
| N.º | Título                | Vídeo           |
| --- | --------------------- | --------------- |
| 1   | Loud Twin Stars       | Dolls Apartment |
| 2   | Merrily High Go Round |                 |
| 3   | Take My Chance        |                 |
| 4   | Roleplaying Life      |                 |
| 5   | monopoly              |                 |
| 6   | fragrance             |                 |
| 7   | Karakuri Town         |                 |
| 8   | Omocha no Heitai      |                 |
| 9   | Doll's Box            |                 |